# Tipula (Platytipula) paterifera
Tipula (Platytipula) paterifera is een tweevleugelige uit de familie langpootmuggen (Tipulidae). De soort komt voor in het Nearctisch gebied.